# Malay
Malay es un municipio filipino de la provincia de Aclán. Según el censo de 2000, tiene 24.519 habitantes en 4.747 casas.
La isla de temporada de Borácay forma parte del municipio.

## Barangayes
Malay se divide administrativamente a 17 barangayes.
- Argao
- Balabag
- Balusbus
- Cabulihan
- Caticlán
- Cogón
- Cubay Norte
- Cubay Sur
- Dumlog
- Manoc-Manoc
- Naasug
- Nabaoy
- Napaan
- Población
- San Viray
- Yapak
- Motag

## Historia
El 15 de junio de 1949 fue creado el nuevo municipio de Malay con terrenos segregados del municipio de  Buruanga.
Comprende los barrios de Dumlog, Cabolihan, Balosbos, Maba-oy, Cubay Norte, Cubay Sur, Cogon, Argao, San Viray, Caticlan, Manoc Manoc, Balabag y Na-asog.